# Лукас, Роберт (хоккеист)
Ро́берт Лу́кас (нем. Robert Lukas; 29 августа 1978, Вена, Австрия) — австрийский хоккеист, защитник клуба «Блэк Уингз Линц», выступающего в австрийской лиге ЕБЕЛ.

## Титулы
- Чемпион Австрии: 2003, 2005, 2008